# Ignacy Lasocki
Ignacy Lasocki, auch Ignatz Lasocki (* 1823, vermutlich in Warschau; † 1875 ebenda), war ein polnischer Historien-, Genre- und Porträtmaler der Münchner und Düsseldorfer Schule.

## Leben

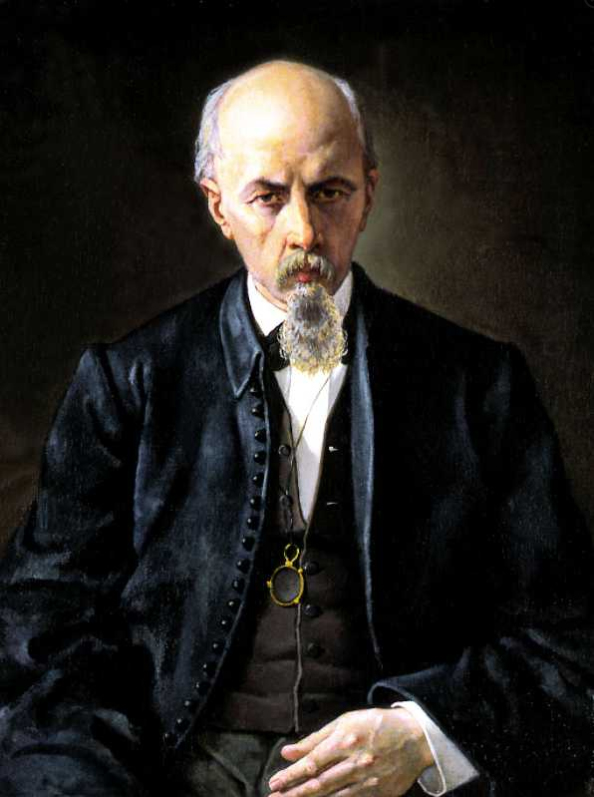
Porträt eines Arztes, 1873

Lasocki erhielt eine erste künstlerische Ausbildung in der privaten Malschule von Aleksander Kokular (1793–1846) in Warschau, danach in Düsseldorf. Im Alter von 21 ½ Jahren schrieb er sich am 2. Dezember 1844 zum Kunststudium an der Königlichen Akademie der Bildenden Künste in München ein. Um 1850 ging er für vier Jahre nach Rom und studierte Werke der italienischen Meister der Renaissance und des Barock. Außerdem kopierte er nach Raffael und Guercino. 
1854 ließ er sich in Warschau nieder und eröffnete ein eigenes Atelier. Dort malte er religiöse Bilder für Kirchen und Klöster, Allegorien, Genre- und Historienbilder sowie Porträts.

## Ausstellungen
- 1854–1857: Gesellschaft der Freunde der Schönen Künste Krakau (Towarzystwo Przyjaciół Sztuk Pięknych w Krakowie)
- 1858: Nationale Ausstellung der Schönen Künste (Wystawa Krajowej Sztuk Pięknych)
- 1860–1872: Gesellschaft zur Förderung der Schönen Künste Warschau (Towarzystwo Zachęty Sztuk Pięknych)